# Penique

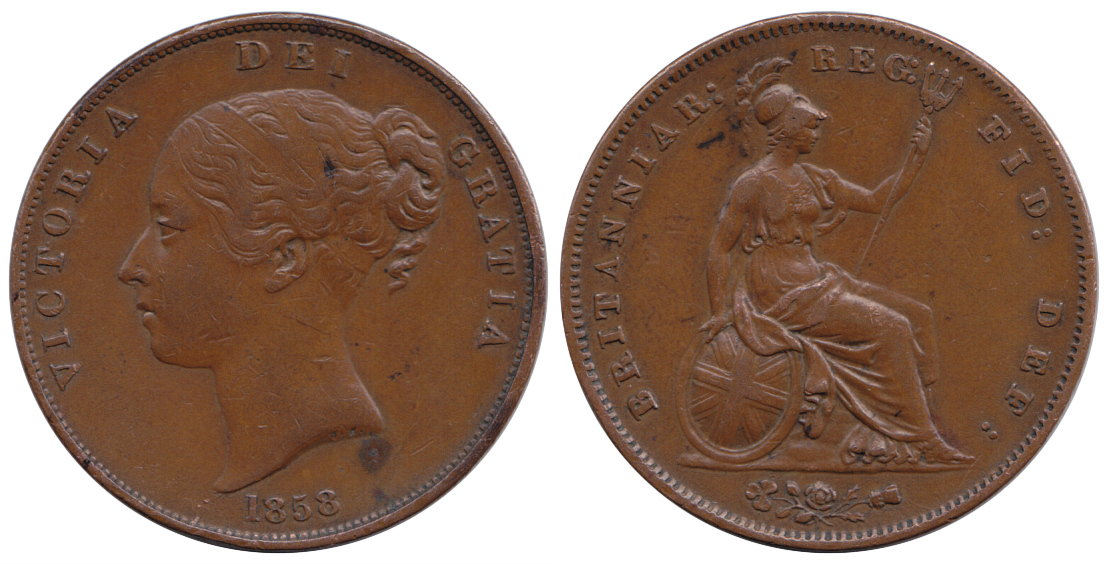
Penique 1858, Reino Unido, Victoria.

El penique (en plural peniques; en inglés, penny en singular, y pence en plural) es un valor de cambio monetario usado en el Reino Unido; vale la centésima parte de una libra esterlina. Antes de 1971, su valor era la 1/240 parte de una libra esterlina, y pesaba un pennyweight. Un penique era la doceava parte de un chelín.
Las cantidades inferiores a una libra esterlina o libra irlandesa son sufijadas con una p, como en 2p 5p, 26p, 72p. Antes de 1972 a las cantidades menores de una libra se sufijaban con una d, proveniente del término denario.
Existieron valores de cambio inferiores al penique como los medios peniques y los cuartos peniques, llamados farthings.

## Penique antiguo
El penique antiguo es la expresión utilizada en el Reino Unido para describir la unidad monetaria antes de la adopción del sistema decimal en 1971.
La abreviatura usada al escribir cantidades en peniques antiguos era d (del latín denario); así, tres peniques antiguos eran escritos como 3d. El valor de un penny antiguo era de 1/240 de una libra o lo que es lo mismo 1/12 de chelín. Esta moneda era sustancialmente mayor en tamaño, comparada con el centavo de los Estados Unidos o Canadá, aunque tuviese un valor semejante debido a la devaluación de la libra esterlina en 1949.